# Sky Scraping
Sky Scraping (en español: Rascando el cielo) es un corto de animación estadounidense de 1930, de la serie Talkartoons. Fue producido por los estudios Fleischer y distribuido por Paramount Pictures. En él aparece Bimbo.

## Argumento
Bimbo es un obrero de la construcción que, como muchos otros, se desplaza todos los días hasta el centro de la ciudad para construir un altísimo edificio.

## Realización
Sky Scraping es la undécima entrega de la serie Talkartoons y fue estrenada el 1 de noviembre de 1930.
Corto realizado durante la construcción del Empire State Building.